# Frankenfeld
Frankenfeld er en kommune i Samtgemeinde Rethem/Aller i Landkreis Heidekreis i den centrale del af den tyske delstat Niedersachsen.
Kommunen har et areal på 24,26 km², og et indbyggertal på godt 500 mennesker (2013).

## Geografi
Kommunen ligger på sydsiden af floden Aller, ved en bugtning og ved vej 157 mellem Rethem (Aller) og Ahlden (Aller). Statsskoven Frankenfelder Bruch og flere campingpladser ligger i kommunen.
I kommunen ligger ud over Frankenfeld, landsbyerne Hedern og Bosse.
- Lindealle ved indkørslen til byen
- Aller i Frankenfeld
- Rittergut